# Daniela L. Rus
 (avril 2021).
La mise en forme du texte ne suit pas les recommandations de Wikipédia : il faut le « wikifier ».
Les points d'amélioration suivants sont les cas les plus fréquents :
- Les titres sont pré-formatés par le logiciel. Ils ne sont ni en capitales, ni en gras.
- Le texte ne doit pas être écrit en capitales (les noms de famille non plus), ni en gras, ni en italique, ni en « petit »…
- Le gras n'est utilisé que pour surligner le titre de l'article dans l'introduction, une seule fois.
- L'italique est rarement utilisé : mots en langue étrangère, titres d'œuvres, noms de bateaux, etc.
- Les citations ne sont pas en italique mais en corps de texte normal. Elles sont entourées par des guillemets français : « et ».
- Les listes à puces sont à éviter, des paragraphes rédigés étant largement préférés. Les tableaux sont à réserver à la présentation de données structurées (résultats, etc.).
- Les appels de note de bas de page (petits chiffres en exposant, introduits par l'outil «  Source ») sont à placer entre la fin de phrase et le point final[comme ça].
- Les liens internes (vers d'autres articles de Wikipédia) sont à choisir avec parcimonie. Créez des liens vers des articles approfondissant le sujet. Les termes génériques sans rapport avec le sujet sont à éviter, ainsi que les répétitions de liens vers un même terme.
- Les liens externes sont à placer uniquement dans une section « Liens externes », à la fin de l'article. Ces liens sont à choisir avec parcimonie suivant les règles définies. Si un lien sert de source à l'article, son insertion dans le texte est à faire par les notes de bas de page.
- La présentation des références doit suivre les conventions bibliographiques. Il est recommandé d'utiliser les modèles {{Ouvrage}}, {{Chapitre}}, {{Article}}, {{Lien web}} et/ou {{Bibliographie}}. Le mode d'édition visuel peut mettre en forme automatiquement les références.
- Insérer une infobox (cadre d'informations à droite) n'est pas obligatoire pour parachever la mise en page.

Pour une aide détaillée, merci de consulter Aide:Wikification.
Si vous pensez que ces points ont été résolus, vous pouvez retirer ce bandeau et améliorer la mise en forme d'un autre article.
Daniela L. Rus est une roboticienne roumano-américaine, directrice du laboratoire d'informatique et d'intelligence artificielle du MIT (CSAIL), et titulaire de la chaire Andrew et Erna Viterbi au département d'ingénierie électrique et d'informatique (EECS) de l'Institut de technologie du Massachusetts.

## Biographie
En 1993, Rus a obtenu son doctorat à l'Université Cornell sous la direction de John Hopcroft. Elle a commencé sa carrière universitaire comme assistante, associée et professeure titulaire au département d'informatique du Dartmouth College avant de rejoindre l'Institut de technologie du Massachusetts (MIT).
Au département d'informatique du Dartmouth College, Rus a fondé et dirigé le laboratoire de robotique de Dartmouth. Elle est actuellement directrice du laboratoire d'informatique et d'intelligence artificielle du MIT (CSAIL) et responsable de son laboratoire de robotique distribuée.
Rus est membre de l'Académie nationale d'ingénierie des États-Unis NAE et membre de l'Association pour l'Avancement de l'Intelligence Artificielle (AAAI) et de l'Institut des ingénieurs électriciens et électroniciens (IEEE). Elle a également reçu une bourse de carrière la National Science Foundation et une bourse de la Fondation Alfred P. Sloan, et a été récipiendaire de la bourse MacArthur en 2002.

## Travail
Les recherches de Daniela L. Rus portent sur la robotique, l'informatique mobile et la matière programmable. Elle est connue pour ses travaux sur des robots modulaires auto-reconfigurables, des machines changeant de forme qui ont la capacité de s'adapter à différents environnements en modifiant leur structure géométrique interne. Elles le font d'elles-mêmes, sans télécommande, à des fins de locomotion, de manipulation ou de détection. Elle a montré que ces machines auto-reconfigurables pouvaient être utilisées dans des situations où les éventuels obstacles et contraintes de mouvement ne pouvaient pas être entièrement anticipés par un logiciel de contrôle préprogrammé (par exemple, l'exploration des fonds marins ou des planètes)

### Robotique en réseau, distribuée et collaborative
Les recherches de Rus sont axées sur le développement de la science de la robotique en réseau / distribuée / collaborative. En d'autres termes, ses recherches répondent à la question suivante : comment de nombreuses machines peuvent-elles collaborer pour atteindre un objectif commun ? Les systèmes robotiques distribués en réseau se composent de plusieurs robots reliés par des moyens de communication. Dans ces systèmes, les robots interagissent localement avec l'environnement.
L'objectif est que le système dans son ensemble ait un comportement global garanti. La robotique distribuée est un domaine important de la robotique car elle traite de la manière dont plusieurs robots peuvent collaborer pour réaliser une tâche plus importante que celle que chaque robot est capable d'accomplir individuellement. Rus a été la première à donner à ce domaine une base algorithmique solide.

### Développement d'algorithmes
Les recherches de Rus portent sur le développement d'algorithmes qui permettent la collaboration. Ils combinent étroitement la communication, le contrôle et la perception. Ils sont évolutifs et généralement indépendants du nombre d'unités dans le système. Enfin, ils présentent des garanties vérifiables. Un aspect important dans ce travail est l'auto-organisation : l'étude des processus informatiques qui interagissent les uns avec les autres et avec le monde physique par le biais de la perception, de la communication et du changement pour parvenir à une reconfiguration du système en réponse aux exigences de la tâche et de l'environnement.

### Laboratoire de robotique distribué
Au laboratoire de recherche en informatique et intelligence artificielle du MIT, Rus dirige le laboratoire de robotique distribuée qui mène des recherches sur les robots modulaires auto-reconfigurables, les algorithmes distribués et les systèmes de robots auto-organisés, les réseaux de robots et de capteurs pour les  intervenants d'urgence, les réseaux de capteurs mobiles, la robotique sous-marine coopérative et robotique de bureau.
Son laboratoire a créé des robots capables d'imiter des actions semblables à celles des humains comme s'occuper d'un jardin, danser, préparer des biscuits, découper des gâteaux d'anniversaire, entre autres comportements. Ils peuvent également voler en essaims sans aide humaine pour assurer des fonctions de surveillance. Elle a dirigé de nombreux projets de recherche novateurs dans les domaines des systèmes multi-robots et de leurs applications dans les transports, la sécurité, la modélisation à la surveillance de l'environnement, l'exploration sous-marine et à l'agriculture, .

## Récompenses
En 2017, Rus a été incluse dans la liste Forbes des «femmes incroyables faisant progresser la recherche».